# Apeadero Km 456
Apeadero km 456 es una estación de ferrocarril ubicada en las afueras de la localidad de San Gustavo del Departamento La Paz en la Provincia de Entre Ríos, República Argentina. 

## Servicios
Se encuentra precedida por el Apeadero Piloto Ávila y le sigue Estación San Gustavo.